# Телохранитель (фильм, 1948)
«Телохранитель» (англ. Bodyguard) — фильм нуар режиссёра Ричарда Флейшера, который вышел на экраны в 1948 году.
Фильм рассказывает о детективе отдела убийств Майке Картере (Лоуренс Тирни), который после увольнения из полиции устраивается телохранителем в богатую семью владельцев мясокомбината. После того, как его пытаются подставить в убийстве бывшего коллеги, Майк скрывается от полиции и с помощью своей подруги (Присцилла Лейн) начинает собственное расследование, раскрывая преступные махинации на мясокомбинате и связанные с ними убийства.
Это был первый из серии фильмов нуар режиссёра Ричарда Флейшера, первая значимая работа в кино будущего успешного режиссёра Роберта Олтмэна, а также последняя роль 32-летней известной актрисы и певицы Присциллы Лейн.

## Сюжет
Майка Картера (Лоуренс Тирни), темпераментного и несдержанного детектива отдела убийств Департамента полиции Лос-Анджелеса, отстраняют от работы за превышение полномочий. Возмущённый Майк пытается разобраться в ситуации, обращаясь к своему непосредственному начальнику, лейтенанту Бордену (Фрэнк Фентон), с которым у него сложились неприязненные отношения. После короткой словесной перепалки Майк бьёт Бордена по лицу, свидетелем чего становится начальник Управления капитан Уэйн (Чарльз Кейн), который увольняет Майка со службы. Некоторое время спустя Майк приходит на бейсбольный матч вместе со своей подружкой Дорис Брюстер (Присцилла Лейн), которая работает в секретариате Департамента полиции Лос-Анджелеса. Во время матча к Майку подсаживается Фредди Дайсен (Филлип Рид), племянник пожилой богатой владелицы мясокомбината «Континентал». Фредди предлагает Майку крупный гонорар в 2 тысячи долларов за то, чтобы тот стал телохранителем его тёти Джин Дайсен (Элизабет Рисдон), которой, по его словам, в последнее время угрожают. Майк отказывается от этого предложения, рекомендуя обратиться в полицию или к частным детективам, однако, по словам Фредди, семья не хочет огласки. Тем же вечером, когда Майк приезжает вместе с Дорис к ней домой, кто-то подсовывает под дверь её квартиры конверт с 2 тысячами долларов. Понимая, что скорее всего это дело рук Фредди, Майк приезжает в Пасадину, где расположен особняк миссис Дайсен, чтобы вернуть эти деньги. Возмущённый Майк возвращает деньги Фредди, тем более, что миссис Дайсен не считает, что угрозы настолько серьёзны, что ей требуется телохранитель. Однако когда он выходит из дома, кто-то стреляет в окно дома, и одна из пуль попадает в отражение миссис Дайсен в зеркале. Понимая, что дело приобретает серьёзный оборот, Майк решает принять предложение Фредди и остаётся на ночное дежурство в особняке. Среди ночи он ловит Конни Фентон (Джун Клэйворт), секретаршу миссис Дайсен, которая выковыривает застрявшие в стене и зеркале пули. Майк обвиняет Конни в том, что она связана со стрелявшим преступником, однако та категорически отвергает это обвинение. В четыре часа утра Майк замечает, что Джин в сопровождении своего дворецкого выходит из дома и уезжает на автомобиле. Майк отправляется вслед за ними, доезжая до скотобойни. Когда он выходит из машины, кто-то нападает на него сзади, и от сильного удара по голове Майк теряет сознание. Майк приходит в себя за рулём автомобиля, видя на соседнем сидении убитого лейтенанта Бордена. В этот момент он понимает, что автомобиль брошен на железнодорожных путях, и к нему на огромной скорости приближается грузовой состав. Перед самым столкновением Майк успевает выскочить из машины.
Понимая, что его обвинят в убийстве Бордена, Майк решает самостоятельно провести расследование этого преступления. Он просит Дорис надиктовать на грампластинки перечень всех дел, которые вёл Борден в течение двух последних лет, и оставить пластинки для него в одном из магазинов. Тем временем Майк направляется на мясокомбинат Дайсенов, где узнаёт у одного из работников, что примерно год назад государственный инспектор качества мяса Алекс Стоун погиб на комбинате в результате несчастного случая, когда из-за плохого зрения оступился и попал в мясорубку. Появившиеся вскоре Конни и начальник цеха Фентон (Стив Броуди) жёстко выпроваживают Майка с фабрики. Он направляется в магазин грампластинок, чтобы прослушать сделанные Дорис записи, из которых следует, что дело Стоуна вёл именно Борден. Когда Майк выходит из магазина, то видит в газетах своё фото как подозреваемого в убийстве Бордена. На такси Майк приезжает к особняку Дайсенов, чтобы выяснить причину ночной поездки Джин. Та объясняет, что часто выезжает в это время суток на комбинат, чтобы лично удостовериться в качестве поставляемого мяса, что гарантирует высокое качество продукции её предприятия. Майк отправляется в район Сан-Педро к Адаму Стоуну, брату погибшего инспектора, который сообщает, что Алекс увлекался сборкой миниатюрных моделей морских кораблей, и Майк понимает, что вряд ли у инспектора могло быть плохое зрение. Дорис отвозит его к офтальмологу, который проверял зрение Стоуна. Под видом пациента Майк проходит у офтальмолога осмотр, и когда он задаёт вопрос о Стоуне, на него нападает неизвестный. Однако детективу удаётся справиться как с нападавшим, так и с врачом, после чего с помощью Дорис он уходит от полицейского, который зашёл в кабинет офтальмолога для проверки зрения. Майк проникает в магазин оптики, где Стоуну был выписан рецепт, выясняя, что у того было практически нормальное зрение. Затем он звонит капитану Уэйну и приглашает его в особняк Дайсенов, чтобы изложить свою версию убийств.
Тем временем Дорис вопреки указаниям Майка в одиночку направляется на мясокомбинат, чтобы расспросить охранника о том, кто дежурил в день гибели Стоуна. Пробравшись в цех, она видит, как Фредди и Фентон вводят воду в мясные туши, чтобы таким образом увеличить их массу, и из их разговора Дорис понимает, что они проделывали это не раз и неплохо нажились на этой операции. Тем временем Майк приезжает в особняк Дайсенов, предъявляя Джин доказательство того, что Стоун не мог погибнуть из-за плохого зрения. Пожилая владелица комбината сознаётся в том, что Фрэдди недавно сказал ей, что подозревает Фентона в том, что тот вводит жидкость в мясо с тем, чтобы увеличить его массу. При этом выясняется, что Фентон является бывшим заключённым и братом Конни, по просьбе которой Джин и взяла его на работу. После этого Майк понимает, что это Фрэдди и Фентон убили инспектора, который раскрыл аферу с мясом, а затем и Бордена, который стал шантажировать их, требуя всё больше денег за прекращение расследования. При этом в убийстве Фрэдди решил подставить Майка, который имел с Борденом конфликт. Когда в особняке появляется капитан Уэйн со своими подчинёнными, Майк, получив тревожный звонок от Дорис, немедленно направляется на мясокомбинат, угоняя для этого прибывшую полицейскую машину. Тем временем Дорис видит, как Фредди убивает Фентона, заявляя ему, что таким образом представит его единственным организатором и исполнителем махинаций с мясом. Якобы это Фентон убил инспектора, а затем и Бордена, и теперь, когда Фредди раскрыл его преступную аферу, пытался убить и его, однако Фредди его опередил и застрелил из самообороны. Дорис случайно себя обнаруживает, и Фредди начинает преследовать её по цеху, загоняя в угол. В этот момент Майк разбивает стекло на первом этаже и врывается в здание. После тяжёлой драки он расправляется с Фредди, и в этот момент у мясокомбината появляется полиция.
Некоторое время спустя Майка восстанавливают на работе, и капитан Уэйн провожает его в свадебное путешествие с Дорис.

## В ролях
- Лоуренс Тирни — Майкл С. «Майк» Картер
- Присцилла Лейн — Дорис Брюстер
- Филлип Рид — Фредди Дайсен
- Элизабет Рисдон — Джин Дайсен
- Стив Броуди — Фентон
- Джун Клэйворт — Конни Фентон
- Фрэнк Фентон — лейтенант Борден
- Чарльз Кейн — капитан Уэйн
- Дьюи Робинсон — Крюгер, мясник (в титрах не указан)

## Создатели фильма и исполнители главных ролей
Это была третья картина Ричарда Флейшера в качестве режиссёра и его первый фильм нуар, вслед за которым он поставил такие фильмы этого жанра, как «Попавший в ловушку» (1949), «Следуй за мной тихо» (1949), «Лёгкая мишень» (1949), «Ограбление инкассаторской машины» (1950) и «Узкая грань» (1952). Как пишет историк кино Хэл Эриксон, «после этих фильмов, стало очевидно, что Флейшер перерос уровень картин категории В и был готов к более престижным работам».
Лоуренс Тирни помимо этой картины был известен главными ролями в фильмах нуар «Диллинджер» (1945), «Рождённый убивать» (1947), «Дьявол едет автостопом» (1947) и «Шантаж» (1950), а в конце карьеры он сыграл в таких популярных картинах, как «Голый пистолет» (1988) и «Бешеные псы» (1992). Присцилла Лейн сыграла в двух ранних фильмах нуар «Пыль будет моей судьбой» (1939) и «Блюз в ночи» (1941), а также в таких успешных картинах, как криминальная драма «Ревущие двадцатые, или Судьба солдата в Америке» (1939), военный триллер «Диверсант» (1942) и комедия «Мышьяк и старые кружева» (1944).
Как написал историк кино Деннис Шварц, «соавтором истории, положенной в основу этого фильма, был 23-летний Роберт Олтман, а режиссёром — Ричард Флейшер, у каждого из которых впоследствии была впечатляющая режиссёрская карьера». По замечанию другого историка кино Ханса Воллстейна, «вы не обязательно догадаетесь, что будущие режиссёры „Бостонского душителя“ и „Зелёного сойлента“ (Флейшер), „Нэшвилла“ и „Коротких историй“ (Олтмэн) оттачивали клыки на материале такого рода».

## Оценка фильма критикой

### Общая оценка фильма
Критика в целом сдержанно оценила эту картину, в которой, по словам киноведа Спенсера Селби, «бывший детектив становится телохранителем, добывающим доказательства своей невиновности после того, как его подставляют в убийстве». Хэл Эриксон назвал фильм «нуаровым триллером второго эшелона», а Майкл Кини — «быстрым фильмом, каким он только и мог быть при 62 минутах» экранного времени . Киновед Деннис Шварц оценил картину как «крепкий, но рутинный криминальный боевик категории В, который смотрится как эпизод из телесериала о Майке Хаммере». Он также отметил, что «это в общем-то неважный, стандартный триллер», в котором «было нетрудно вычислить виновных», при этом положительно отметив сцену «старой доброй драки на фабрике». Ханс Воллстейн оценил фильм как в целом «посредственную криминальную историю», при работе над которой «парочка будущих представителей авторского кино — Ричард Флейшер в качестве режиссёра и очень молодой Роберт Олтман в качестве соавтора сценария» — «экспериментировали с некоторыми интересными ракурсами и обменами крутыми репликами».

### Оценка актёрской игры
Воллстейн отметил, что студия «RKO пригласила на роли парочку крутых парней, которые знали, как дать человеку в нос, что и дало ход картине». Прежде всего, критики отметили работу Лоуренса Тирни. В частности, Хэл Эриксон обратил внимание на «обладающего гранитной челюстью Тирни в роли темпераментного Майка Картера», а Майк Кини написал, что «Тирни хорош, сыграв ради перемены роль хорошего парня». Ему удалось создать образ «вспыльчивого и мощного копа», однако Лейн, по мнению критика, «слишком жеманна».